# Indre Fosens kommun
Indre Fosens kommun (norska: Indre Fosen kommune) är en kommun i Trøndelag fylke i mellersta Norge. Kommunens centralort är tätorten Rissa.

## Administrativ historik
Indre Fosens kommun bildades den 1 januari 2018 genom en sammanläggning av den tidigare kommunen Leksvik i dåvarande Nord-Trøndelag fylke samt den tidigare kommunen Rissa i dåvarande Sør-Trøndelag fylke. Samtidigt slogs de båda fylkena samman för att bilda Trøndelag fylke. Detta skedde inom ramen för den pågående kommunreformen i Norge. Beslut om kommunsammanläggningen fattades den 17 juni 2016.
Den 1 januari 2020 flyttades orten Verrabotn från Verrans kommun till Indre Fosens kommun.

### Vapen för tidigare kommuner inom den nuvarande kommunen

Leksviks kommun (1990–2017)
Rissa kommun (1987–2017)

I samband med kommunsammanslagningen 2020 valdes Leksviks gamla kommunvapen som kommunvapen för den nya gemensamma kommunen.

## Tätorter
I Indre Fosens kommun finns sex tätorter:
- Leksvik
- Rissa (centralort)
- Råkvågen
- Stadsbygd
- Vangsåsen
- Vanvikan

Orten Mælan har tidigare räknats som en tätort men uppfyller inte längre kriterierna.

## Socknar
Inom Norska kyrkan är Indre Fosens kommun indelad i sex socknar:
- Hasselvika socken
- Leksviks socken
- Rissa socken
- Stadsbygds socken
- Stranda socken
- Sør-Stjørna socken

Socknarna ingår i Fosens prosteri i Nidaros stift.